# Víkingur Gøta
GÍ/LÍF Víkingur é uma agremiação esportiva das ilhas Feroé, fundada em 4 de fevereiro de 2008 após a fusão de GÍ Gøta e ÍF Leirvík. O clube está baseado em Leirvík, enquanto o estádio estiver em Norðragøta. Ambos estão localizados na ilha de Eysturoy e se distanciam 5 km de distância um do outro. É geralmente referido como Víkingur.

## História
Em novembro de 2007, GÍ Gøta e Leirvík ÍF se uniram. Originalmente, o novo nome do time não estava definido, mas a 4 de fevereiro de 2008, foi escolhido por trabalhar em conjunto os nomes antigos dos anteriores. A maioria dos jogadores que formaram o plantel eram jogadores do Gi, mas alguns dos atletas do Leirvík ÍF também foram incluídos.
O Víkingur estreou no Vodafonedeildin a 31 de março de 2008. Sua primeira partida foi em casa contra o B68 Toftir. O Víkingur venceu por 4 a 1. Foi uma temporada mista, um dos pontos mais altos foi uma vitória por 5 a 0 sobre o B71 Sandoy. O clube terminou sua temporada de estreia em um respeitável quinto lugar. NO entanto foi eliminado da Copa das Ilhas Faroé na primeira fase. O jogo contra o 07 Vestur estava 1 a 1, após prorrogação, mas o time perdeu por 4 a 2, em um sorteio.
Na temporada de 2009, o Víkingur terminou em 3º no campeonato, três pontos à frente do NSÍ Runavík. Na Copa das Ilhas Faroe, conquistou uma vitória por 5 a 0 na primeira fase contra o MB Miðvágur. Nas quartas de final o Víkingur venceu o HB Torshavn por 2 a 1. A corrida em direção à taça continuou. O time derrotou o ÍF, 1 a 0 fora, e 5 a 0 em casa. Seu adversário na final foi o EB/Streymur. O Víkingur vencia por 2 a 1 no segundo tempo diante do favorito EB/Streymur, quando Finnur Justinussen marcou a 3 minutos para o fim, para selar a vitória. O EB conseguiu marcar um gol minutos depois, mas o jogo terminou 3 a 2 e Víkingur ganhou o troféu.
O sucesso na temporada garantiu a classificação do time para a Liga Europa e para a Supercopa das Ilhas Faroe. A partida de estreia foi diante do HB Torshavn, a 14 de março de 2010. O Víkingur perdeu o jogo por 2 a 1. O Víkingur defrontaria os turcos do Beşiktaş, na rodada de qualificação para a Liga Europa. Sem surpresa, foi derrotado por 3 a 0 na primeira fase, no estádio BJK İnönü. Em casa perdeu por 4 a 0.
Em 2010, o Víkingur chegou até as semifinais da Copa das Ilhas Faroe, mas ficou de fora da final pelo segundo ano consecutivo, depois de perder para o rival ÍF Fuglafjørður. Terminou a temporada de 2010 em 5º lugar.
O Víkingur terminou em 3º no campeonato de 2011 e, portanto, voltará a jogar Liga Europa de futebol em 2012.

## Títulos
- Campeonato Faroês: 3

2016, 2017, 2024
- Copa das Ilhas Faroe: 6

2009, 2012, 2013, 2014, 2015, 2022
- Supercopa das Ilhas Faroe: 5

2014, 2015, 2016, 2017, 2018

## Classificação para a Liga Europa
| Temporada | Competição         | Fase                    | País         | Clube             | Ida | Volta | Agregado |
| --------- | ------------------ | ----------------------- | ------------ | ----------------- | --- | ----- | -------- |
| 2010–11   | UEFA Europa League | 2ª Fase de qualificação | Turquia      | Beşiktaş          | 0–3 | 0–4   | 0–7      |
| 2012–13   | UEFA Europa League | 1ª Fase de qualificação | Bielorrússia | Gomel             | 0–6 | 0–4   | 0–10     |
| 2013–14   | UEFA Europa League | 1ª Fase de qualificação | Finlândia    | Inter Turku       | 1–1 | 1–0   | 2–1      |
| 2013–14   | UEFA Europa League | 2ª Fase de qualificação | Roménia      | Petrolul Ploiești | 0–3 | 0–4   | 0–7      |
| 2014–15   | UEFA Europa League | 1ª Fase de qualificação | Letónia      | FC Daugava        | 2–1 | 1–1   | 3–2      |
| 2014–15   | UEFA Europa League | 2ª Fase de qualificação | Noruega      | Tromsø IL         | 0–0 | 2–1   | 2–1      |
| 2014–15   | UEFA Europa League | 3ª Fase de qualificação | Croácia      | HNK Rijeka        | 1–5 | 0–4   | 1–9      |
| 2015-16   | UEFA Europa League | 1ª Fase de qualificação | Noruega      | Rosenborg         | 0-2 | 0-0   | 2-0      |
| 2016-17   | UEFA Europa League | 1ª Fase de qualificação | Letónia      | Ventspils         | 2-0 | 2-0   | 4-0      |
| 2018-19   | UEFA Europa League | 2ª Fase de qualificação | Geórgia      | Torpedo Kutaisi   | 3-0 | 4-0   | 7-0      |